# Siphonocryptus compactus
Siphonocryptus compactus är en mångfotingart som beskrevs av Pocock 1894. Siphonocryptus compactus ingår i släktet Siphonocryptus och familjen Siphonocryptidae. Inga underarter finns listade i Catalogue of Life.